# Cumberland (municipal county)
Cumberland, Municipality of the County of Cumberland – jednostka samorządowa (municipal county) w kanadyjskiej prowincji Nowa Szkocja powstała 17 kwietnia 1879 na bazie terenów hrabstwa Cumberland. Według spisu powszechnego z 2016 obszar county municipality, składający się z czterech (A, B, C, D) części (będących jednostkami podziału statystycznego (census subdivision)) to: 4240,24 km² (A: 1119,50 km², B: 1168,29 km², C: 898,15 km², D: 1054,30 km²), a zamieszkiwało wówczas ten obszar 18 197 osób (A: 1915 os., B: 6859 os., C: 5268 os., D: 4155 os.).